# Xheladin Murati
Xheladin Murati (mac. Џеладин Мурати; ur. 15 lutego 1942 w Dżepczisztem) – jugosłowiański oraz północnomacedoński polityk i pedagog pochodzenia albańskiego, w 1994 roku przewodniczący Partii na rzecz Demokratycznego Dobrobytu.

## Życiorys
Ukończył studia pedagogiczne na Uniwersytecie Świętych Cyryla i Metodego w Skopju, następnie obronił magisterium i doktorat z pedagogiki odpowiednio na Uniwersytecie w Belgradzie oraz na Uniwersytecie w Prisztinie. Pracował jako profesor pedagogiki na Uniwersytecie Europy Południowo-Wschodniej w Tetowie.
W wyborach parlamentarnych z lat 1990 i 1994 uzyskał mandat do Zgromadzenia Republiki Macedonii. Wówczas pełnił funkcję wiceprzewodniczącego parlamentu, w 1994 roku był także przewodniczącym Partii na rzecz Demokratycznego Dobrobytu.
Autor 178 artykułów naukowych.